# مؤسسة تيفو
مؤسسة تيفو (المعروفة سابقًا باسم مؤسسة روفي، ومؤسسة حلول ماكروفيشن)، كانت مؤسسة تكنولوجية أمريكية يقع مقرها الرئيسي في سان خوسيه، كاليفورنيا. تعمل المؤسسة حاليًا تحت اسم إكسبيري، وهي متخصصة بشكل أساسي في ترخيص ملكيتها الفكرية ضمن صناعة الإلكترونيات الاستهلاكية، بما في ذلك إدارة الحقوق الرقمية وبرامج دليل البرامج الإلكترونية والبيانات الوصفية. تمتلك المؤسسة أكثر من 6000 براءة اختراع مسجلة أو قيد التسجيل. كما تقدم منصات تحليل وتوصيات لصناعة الفيديو.
في عام 2016، استحوذت روفي على مؤسسة تيفو. المصنعة لأجهزة تسجيل الفيديو الرقمي، وأعادت تسمية نفسها إلى مؤسسة تيفو. في 30 مايو 2019، أعلنت مؤسسة تيفو تعيين ديف شول رئيسًا ومديرًا تنفيذيًا جديدًا للمؤسسة.
في 19 ديسمبر 2019، اندمجت تيفو مع إكسبيري [الإنجليزية]؛ وتعمل المؤسسة المدمجة حاليًا تحت اسم إكسبيري.

## تاريخ

شعار مؤسسة ماكروفيشن

تأسست مؤسسة ماكروفيشن عام 1983 على يد فيكتور فارو وجون أو. رايان. كان فيلم نادي القطن الصادر عام 1984 هو أول فيديو يتم ترميزه بتقنية ماكروفيشن عند إصداره عام 1985. لاحقًا، توسعت هذه التقنية  لتشمل مشغلات دي في دي وأجهزة التسجيل والتشغيل الإلكترونية الاستهلاكية الأخرى، مثل أجهزة الاستقبال الرقمية للكابل والأقمار الصناعية، ومسجلات الفيديو الرقمية، ومشغلات الوسائط المحمولة. بحلول أواخر الثمانينيات، كانت معظم استوديوهات هوليوود الكبرى تستخدم خدمات المؤسسة.
في التسعينيات، استحوذت مؤسسة ماكروفيشن على شركات متخصصة في إدارة التحكم في الوصول والتوزيع الآمن لأشكال أخرى من الوسائط الرقمية، بما في ذلك الموسيقى وألعاب الفيديو والمحتوى عبر الإنترنت وبرامج الكمبيوتر.
قاد كل من جون ريان (المؤسس والرئيس التنفيذي للمؤسسة من يونيو 1995 إلى أكتوبر 2001) وويليام أ. كريبيك (رئيس المؤسسة من يوليو 1995 إلى يوليو 2005 والرئيس التنفيذي من أكتوبر 2001 إلى يوليو 2005) المؤسسة نحو طرح عام أولي للأسهم عام 1997 بسعر 9.00 دولارات للسهم الواحد. تحت قيادتهما، انتقلت المؤسسة من شركة خاصة تقل مبيعاتها عن 20 مليون دولار إلى مؤسسة عالمية مدرجة نبلغ مبيعاتها السنوية 220 مليون دولار وقيمتها السوقية تتجاوز مليار دولار.
في يوليو 2005، عيّنت المؤسسة ألفريد ج. أموروسو رئيسًا تنفيذيًا ورئيسًا خلفًا ل ويليام أ. كريبيك، الذي أعلن عن تقاعده في وقت سابق من العام.
في 2 مايو 2008، استحوذت ماكروفيشن على جيمستار - دليل التلفزيون [الإنجليزية]، في صفقة نقدية وأسهم بلغت قيمتها حوالي 2.8 مليار دولار. صرّح أموروسو أن المؤسسة المدمجة ستسعى إلى أن تكون "الصفحة الرئيسية لتجربة التلفزيون".
بعد إعلان نيتها لشراء دليل جيمستار، أجرت المؤسسة تغييرات أخرى للتركيز على تقنية الترفيه، بما في ذلك بيع وحدة أعمال البرمجيات الخاصة بها، والتي تقدر قيمتها بحوالي 200 مليون دولار، إلى شركة الأسهم الخاصة ثوما برافو [الإنجليزية]. اكتملت عملية البيع في 1 أبريل 2008، وصبحت الوحدة شركة فليكسرا. كما باعت ماكروفيشن في النهاية أجزاءً  من دليل جيمستار غير المرتبطة بالترفيه الرقمي، بما في ذلك تراي ميديا وإي ميتا وتي في غايد وشبكة تي في غايد وفاندويل تي في.
بالإضافة إلى ذلك، استحوذت المؤسسة على شركتين متخصصتينفي  البيانات الوصفية للترفيه، هما ريزم ون في 6 نوفمبر 2007، ومعظم أصول شركة موزي. في 15 أبريل 2009.

### كمؤسسة روفي

شعار مؤسسة روفي

في 16 يوليو 2009، أعلنت مؤسسة ماكروفيشن سولوشنز تغيير اسمها رسميًا إلى مؤسسة روفي (Rovi corporation).
أعلنت روفي عن أول منتجاتها في 7 يناير 2010، وهو توتال غايد، وهو دليل وسائط تفاعلي يدمج بيانات الترفيه للبحث والتصفح وتقديم التوصيات. وفي 16 مارس 2010، أستحوذت روفي على ميديا أن باوند مقابل مبلغ لم يُعلن عنه. وقد ساعدت ميديا أن باوند في تطوير أنظمة التخصيص والتوصيات لكل من Napster وeMusic وMTV Networks. في 16 يونيو 2010، أعلنت المؤسسة عن شبكة إعلانات روفي والتي جمعت بين إعلانات الأدلة التلفزيونية ومنصات التلفزيون التفاعلي التابعة لجهات خارجية.
في 23 ديسمبر 2010، أعلنت المؤسسة عن نيتها للأستحواذ على شركة سونيك سولوشنز وبرمجيات الفيديو الخاصة بها ديف إكس في صفقة قيمتها 720 مليون دولار. كانت سونيك سولوشنز  متخصصة في معالجة الفيديو الرقمي وتشغيله وتوزيعه، كما امتلكت شركة روكسيو ناو وهي مزود لتقنية الفيديو حسب الطلب (OTT).
في 1 مارس 2011، أعلنت روفي عن استحواذها على دليل الفيديو عبر الإنترنت سايدريل [الإنجليزية].
في 26 مايو 2011، أعلنت المؤسسة عن نية ألفريد جي. أموروسو التقاعد. وفي ديسمبر 2011، تم تعيين توم كارسون، نائب الرئيس التنفيذي السابق للمبيعات والتسويق، في منصب الرئيس التنفيذي ورئيس المؤسسة.
في عهد كارسون، ركزت الشركة على "فرص النمو المتعلقة بتقنياتها وخدماتها الأساسية" وأعلنت نيتها بيع متجر روفي للترفيه في يوليو 2013. وباعت المتجر لشركة ريلاينس ماجيستيك القابضة، وهي شركة مدعومة من مستثمرين في الأسهم الخاصة. كما باعت مواقعها الإلكترونية الاستهلاكية إلى شركة All Media Networks. استمرت الشركة في هذا التوجه، وفي يناير 2014 أعلنت نيتها بيع أعمالها في ديف إكس ومينكونسبت.
في 1 أبريل 2013، استحوذت روفي على شركة Integral Reach، وهي شركة متخصصة في خدمات التحليل التنبئي. دُمجت هذه التقنية ضمن خدمات تحليل الجمهور في روفي.
في أبريل 2013، بدأ فيسبوك بترخيص بيانات روفي الوصفية لاستخدامها ضمن منصتها.

### كمؤسسة تيفو
في 29 أبريل 2016، أعلنت روفي استحواذها على مؤسسة تيفو. مقابل 1.1 مليار دولار. عملت الشركة المندمجة تحت العلامة التجارية تحت اسم تيفو، وامتلكت أكثر من 6000 براءة اختراع مسجلة ومعلقة. قررت روفي التوقف عن تصنيع الأجهزة داخليًا والتركيز على ترخيص تقنياتها والعلامة تيفو التجارية لشركات أخرى.
في ديسمبر 2019، أعلنت مؤسسة تيفو نيتها الاندماج مع إكسبيري. بحيث يعمل الكيان الجديد تحت اسم إكسبيري بقيمة 3 مليار دولار. وكانت تيڤو قد فكرت سابقًا في فصل أعمالها في الأجهزة عن أعمال التراخيص.
اكتمل الاندماج في 1 يونيو 2020.
في أغسطس 2022، أعلنت تيفو عن إطلاق نظام تشغيل تيفو لأجهزة التلفاز الذكية، وكان من المقرر إطلاقه في عام 2023 في أوروبا بالتعاون مع فستيل.

## المنتجات

### الأدلة
توفر روفي أدلة للمزودين بخدمات البث ومصنّعي الأجهزة الإلكترونية الاستهلاكية (CE):
- TotalGuide xD: دليل وسائط بعلامة بيضاء مخصص للأجهزة المحمولة للبحث عن البرامج التلفزيونية والأفلام وإدارتها ومشاهدتها. كما كان يتحكم أيضاً في أجهزة الاستقبال.
- TotalGuide CE: دليل وسائط لمصنعي الأجهزة الإلكترونية الاستهلاكية يتيح الوصول إلى البرامج التلفزيونية التقليدية، والترفيه المتميز عبر الإنترنت (OTT)، وخدمة التلفزيون المعاد بثها (Catch-up TV).
- Passport Guide و i-Guide: أدلة برامج تفاعلية لمزودي الخدمات.
- G-Guide: دليل برامج مبني على إتش تي إم إل 5 للبث الرقمي الأرضي، والبث الفضائي، والبث الفضائي التجاري.
- TotalTV: دليل إلكتروني يمكّن مواقع الأخبار والترفيه من إدراج جداول التلفزيون المحلية.
- Rovi DTA Guide: دليل برامج تفاعلي مصمم للأسر التي تستخدم محولات الإشارة الرقمية.

### البيانات
توفر روفي بيانات تعريفية متعلقة بالترفيه لمصنعي الأجهزة الإلكترونية الاستهلاكية، ومزودي الخدمات، وتجار التجزئة، والبوابات الإلكترونية، ومطوري التطبيقات حول العالم. تمتلك الشركة أكثر من 50 عامًا من البيانات التعريفية تشمل الفيديو، والموسيقى، والكتب، والألعاب، وتغطي أكثر من 5 ملايين فيلم وبرنامج تلفزيوني، و3.2 مليون ألبوم موسيقي، و30 مليون مقطع صوتي، و9 ملايين عنوان كتاب (سواء كان مطبوعًا أو نفد من الطباعة)، و70 ألف لعبة فيديو.
تشمل هذه البيانات معلومات أساسية، وجداول تلفزيونية محلية، وتكوينات القنوات لدلائل البرامج التفاعلية، ومحتوى تحريري أصلي، وصور، وخصائص أخرى.

### البحث والتوصيات
خدمة البحث من روفي تتيح لمصنعي الأجهزة الإلكترونية، ومزودي الخدمات، والمطورين تقديم حلول تتيح للمستهلكين البحث عن المحتوى المطلوب والوصول إليه.
خدمة التوصيات من روفي هي خدمة سحابية تقدم للمستهلكين اقتراحات ترفيهية مشابهة لما اختاروه مسبقًا من برامج أو أفلام أو ألبومات أو أغانٍ أو فنانين.

### الإعلانات
خدمة الإعلانات من روفي تتيح تحقيق الإيرادات من منصات الترفيه، وذلك من خلال عرض الإعلانات كخيارات محتوى ضمن قوائم التطبيقات وواجهات المستخدم لأجهزة الاستقبال، والتلفزيونات المتصلة، والهواتف الذكية، والأجهزة اللوحية، ومشغلات بلو راي، وأجهزة الألعاب، وغيرها.

## المنتجات القديمة
طورت المؤسسة تاريخيًا تقنيات ومنتجات تهدف إلى حماية المحتوى من القرصنة. وكان أبرز منتجين من منتجاتها القديمة هما ريب غارد ونظام الحماية التناظري.

### ريب غارد (RipGuard)
قدّمت ماكروفيشن تقنية ريب غارد في فبراير 2005. وقد صُممت هذه التقنية لمنع أو تقليل نسخ أقراص دي في دي الرقمية، من خلال تعديل تنسيق محتوى الدي في دي بطريقة تُربك برامج النسخ.  وعلى الرغم من أن هذه التقنية يمكن التحايل عليها باستخدام بعض برامج نسخ الأقراص الشائعة مثل AnyDVD أو DVDFab، إلا أن ماكروفيشن ادعت أن 95٪ من المستخدمين العاديين لا يمتلكون المعرفة أو العزيمة الكافية لنسخ قرص دي في دي محمي بتقنية ريب غارد.

### نظام الحماية التناظري (APS)
نظام الحماية التناظري، المعروف أيضًا باسم حماية النسخ التناظرية (ACP) أو Copyguard أو Macrovision، كان المنتج الرئيسي لمؤسسة Macrovision ، وهو نظام حماية النسخ لكل من VHS وDVD . تصبح أشرطة الفيديو المنسوخة من أقراص DVD المشفرة باستخدام APS مشوهة وغير قابلة للمشاهدة. تعمل هذه العملية عن طريق إضافة نبضات إلى إشارات الفيديو التناظرية للتأثير سلبًا على دائرة AGC لجهاز التسجيل. في الأجهزة الرقمية، يتم إنشاء تغييرات على إشارة الفيديو التناظرية بواسطة شريحة تعمل على تحويل الفيديو الرقمي إلى تناظري داخل الجهاز. في مشغلات DVD ، يتم إنشاء بتات التشغيل أثناء تأليف DVD لإبلاغ APS بأنه يجب تطبيقها على المخرجات التناظرية لمشغلات DVD أو مخرجات الفيديو التناظرية على جهاز الكمبيوتر أثناء تشغيل قرص DVD-Video المحمي. في أجهزة الاستقبال العليا، يتم دمج بتات التشغيل في رسائل التحكم في استحقاق الوصول المشروط (ECM) في الدفق الذي يتم تسليمه إلى STB. في VHS، تتم إضافة التعديلات على إشارة الفيديو التناظرية في "صندوق المعالج" المقدم من Macrovision والذي تستخدمه أجهزة النسخ.

### كمؤسسة ماكروفيشن
- في عام 2000، استحوذت شركة Macrovision على شركة Globetrotter، وهي شركة إنشاء FLEXlm ، والتي تم تغيير اسمها لاحقًا إلى Flexnet .[31]
- في عام 2002، استحوذت شركة Macrovision على شركة Midbar Technologies الإسرائيلية ، وهي مطوري حل حماية نسخ الموسيقى Cactus Data Shield مقابل 17 مليون دولار. بالإضافة إلى ذلك في العام نفسه، استحوذت Macrovision على جميع أصول حماية نسخ الموسيقى وإدارة الحقوق الرقمية (DRM) لشركة TTR Technologies (المدرجة سابقًا في بورصة نازداك تحت مؤشر TTRE).[32]
- في عام 2004، استحوذت شركة Macrovision على شركة InstallShield ، وهي شركة منشئي برامج تأليف التثبيت ( تم تحويلها لاحقًا إلى الأسهم الخاصة ).
- في عام 2005، حصلت شركة Macrovision على حقوق الملكية الفكرية لـ DVD Decrypter من مطورها.[33]
- في عام 2005، استحوذت شركة Macrovision على برنامج ZeroG، وهو منشئي برنامج InstallAnywhere (المنافسة المباشرة لـ InstallShield MP (MultiPlatform)) وأنظمة Trymedia .
- في عام 2006، استحوذت Macrovision على شركة eMeta .
- في 1 يناير 2007، استحوذت شركة ماكروفيشن على شركة Mediabolic, Inc.[34]
- في 6 نوفمبر 2007، أعلنت ماكروفيشن عن نيتها الاستحواذ على All Media Guide .[35]
- في 7 ديسمبر 2007، أعلنت شركة ماكروفيشن عن اتفاقية للحصول على Gemstar-TV Guide [36] وأكملت عملية الشراء في 5 أغسطس 2008.
- في 19 ديسمبر 2007، قامت شركة Macrovision بشراء تقنية BD+ DRM من شركة Cryptography Research, Inc.
- في 15 أبريل 2009، أعلنت شركة ماكروفيشن أنها استحوذت على جميع أصول شركة Muze ، Inc.[37]

### كمؤسسة روفي
- في 16 مارس 2010، استحوذت Rovi على خدمة التوصيات MediaUnbound.[38]
- في 23 ديسمبر 2010، أعلنت Rovi عن نيتها الاستحواذ على شركة Sonic Solutions .[39]
- في 1 مارس 2011، استحوذت Rovi على شركة SideReel .[40]
- في 5 مايو 2011، استحوذت Rovi على شركة DigiForge.[41]
- في عام 2012، استحوذت Rovi على شركة Snapstick.
- في فبراير 2012، باعت Rovi شركة Roxio لشركة Corel .[42]
- في 1 أبريل 2013، استحوذت Rovi على شركة Integral Reach.[43]
- في 25 فبراير 2014، استحوذت Rovi على شركة Veveo .[44]
- في 3 نوفمبر 2014، استحوذت Rovi على شركة Fanhattan، وهي الشركة التي كانت تدير خدمة Fan TV، وأصحاب قاعدة بيانات الأفلام، [45] مقابل 12.0 مليون دولار نقدًا.[46]
- في 29 أبريل 2016، أكدت Rovi أنها ستستحوذ على TiVo مقابل 1.1 مليار دولار تقريبًا.[47]